# アレクサンダー・マーティン
アレクサンダー・マーティン（英語: Alexander Martin、1740年 - 1807年11月10日）は、アメリカ合衆国の連邦党員であり、1782年から1784年と1789年から1792年までノースカロライナ州の知事を務めた。

## 生涯
ニュージャージーのハンタードン郡で、長老派教会の牧師の息子として生まれた。両親はアイルランド移民の子孫だった。ニュージャージー大学（後のプリンストン大学）に入学し、1756年に文学士号を得て卒業し、1759年には修士号を得た。1761年頃にノースカロライナに移転し、ギルフォード郡で弁護士を始めた。
1774年、マーティンはノースカロライナ議会議員に選ばれた。1775年には大陸軍の中佐に任官され、1776年には第2ノースカロライナ連隊を率いる大佐に昇進した。イギリス軍が最初にチャールストンを取ろうとした時の防衛に貢献し、ブランディワインの戦いやジャーマンタウンの戦いに参戦した。ジャーマンタウンでの行動については臆病だとして告発され軍法会議に掛けられた。これは無罪とはなったが、その任務は辞めさせられた。ノースカロライナに戻ると1778年から1782年、1785年および1787年から1788年に邦上院議員を務めた。
1782年、議会はマーティンを知事に選出し、マーティンは1785年までその職を務めた。1786年に連合会議の代議員に選ばれたが会期には出席せず辞任した。1787年のアメリカ合衆国憲法制定会議でも代議員となったが、憲法に署名する前に会議を去った。マーティンは議会から1780年、1790年および1791年に知事に選出された。
マーティンはアメリカ合衆国上院議員に選ばれ、1793年から1799年の1期を務めた。議会では反連邦党議員となりジェイ条約に反対したが、外国人・治安諸法は支持した。教育に付いても提唱者となり、1790年からその死の1807年までノースカロライナ大学チャペルヒル校の理事を務めた。
ノースカロライナ州議会は上院議員の2期目指名は拒んだので、マーチンは引退してノースカロライナの農園に隠棲した。その人生の最後の数年に政界への復帰を果たし、1805年から1807年までノースカロライナ州上院議長を務めた。

## 参照
- United States Congress. "アレクサンダー・マーティン (id: M000166)". Biographical Directory of the United States Congress (英語).
- Purcell, L. Edward. Who Was Who in the American Revolution. New York: Facts on File, 1993. ISBN 0-8160-2107-4.
- Sobel, Robert and John Raimo, eds. Biographical Directory of the Governors of the United States, 1789-1978. Westport, CT: Meckler Books, 1978. ISBN 0-930466-00-4.
- Williams, Max R. "Martin, Alexander"; American National Biography Online, Feb. 2000.

| 公職                          | 公職 | 公職                              |
| ----------------------------- | --- | --------------------------------- |
| 先代 トーマス・バーク         | ノースカロライナ州知事 1782年 - 1784年                                                                                         | 次代 リチャード・キャズウェル     |
| 先代 サミュエル・ジョンストン | ノースカロライナ州知事 1789年 - 1792年                                                                                         | 次代 リチャード・ドブス・スペイト |
| アメリカ合衆国上院            | |                                   |
| 先代 サミュエル・ジョンストン | ノースカロライナ州選出上院議員（第3部） 1793年3月4日 - 1799年3月4日 同職：ベンジャミン・ホーキンス, ティモシー・ブラッドワース | 次代 ジェシー・フランクリン       |